# ローレンス郡 (ミシシッピ州)
ローレンス郡（英: Lawrence County）は、アメリカ合衆国ミシシッピ州の南部に位置する郡である。2010年国勢調査での人口は12,929人であり、2000年の13,258人から2.5%減少した。郡庁所在地はモンティチェロ（人口1,571人）であり、同郡で人口最大の都市でもある。郡名はアメリカ海軍の英雄ジェイムズ・ローレンスに因んで名付けられた。

## 地理
アメリカ合衆国国勢調査局に拠れば、郡域全面積は435.73平方マイル (1,128.5 km2)であり、このうち陸地430.63平方マイル (1,115.3 km2)、水域は5.11平方マイル (13.2 km2)で水域率は1.17%である。

### 主要高規格道路
- アメリカ国道84号線
- ミシシッピ州道27号線
- ミシシッピ州道43号線
- ミシシッピ州道44号線

### 隣接する郡
- シンプソン郡 - 北東
- ジェファーソンデイビス郡 - 東
- マリオン郡 - 南東
- ワルトホール郡 - 南
- リンカーン郡 - 西
- コピア郡 - 北西

## 人口動態
以下は2000年の国勢調査による人口統計データである。
| 基礎データ - 人口: 13,258人 - 世帯数: 5,040 世帯 - 家族数: 3,749 家族 - 人口密度: 12人/km2（31人/mi2） - 住居数: 5,688軒 - 住居密度: 5軒/km2（13軒/mi2） 人種別人口構成 - 白人: 66.94% - アフリカン・アメリカン: 32.07% - ネイティブ・アメリカン: 0.17% - アジア人: 0.27% - 太平洋諸島系: 0.02% - その他の人種: 0.09% - 混血: 0.44% - ヒスパニック・ラテン系: 0.37% | 年齢別人口構成 - 18歳未満: 27.3% - 18-24歳: 9.4% - 25-44歳: 27.5% - 45-64歳: 22.6% - 65歳以上: 13.3% - 年齢の中央値: 36歳 - 性比（女性100人あたり男性の人口） - 総人口: 92.2 - 18歳以上: 88.3 世帯と家族（対世帯数） - 18歳未満の子供がいる: 35.4% - 結婚・同居している夫婦: 55.9% - 未婚・離婚・死別女性が世帯主: 14.4% - 非家族世帯: 25.6% - 単身世帯: 24.1% - 65歳以上の老人1人暮らし: 11.4% - 平均構成人数 - 世帯: 2.61人 - 家族: 3.10人 | 収入と家計 - 収入の中央値 - 世帯: 28,495米ドル - 家族: 37,889米ドル - 性別 - 男性: 28,925米ドル - 女性: 18,707米ドル - 人口1人あたり収入: 14,469米ドル - 貧困線以下 - 対人口: 19.6% - 対家族数: 16.6% - 18歳未満: 26.1% - 65歳以上: 19.5% |

## 都市と町

### 町
- モンティチェロ - 郡庁所在地
- ニューヘブロン
- シルバークリーク

### 未編入の町
- ジェイエス
- ノラ
- オークベイル（一部はジェファーソンデイビス郡）
- オーマ
- ゾンターク
- ワニラ